# Enø
Enø – miasto w Danii, w regionie Zelandia, w gminie Næstved.